# Actinodura
Actinodura är ett fågelsläkte i familjen fnittertrastar inom ordningen tättingar. Släktet omfattar här nio arter med utbredning från Himalaya till södra Kina, Taiwan och söderut till Malackahalvön:
- Himalayabandvinge (A. nipalensis)
- Taiwanbandvinge (A. morrisoniana)
- Brunstreckad bandvinge (A. waldeni)
- Svartstreckad bandvinge (A. souliei)
- Blåstjärtad bandvinge (A. cyanouroptera)
- Rostkronad bandvinge (A. strigula)
- Brunpannad bandvinge (A. egertoni)
- Glasögonbandvinge (A. ramsayi)
- Svartkronad bandvinge (A. sodangorum)

Arterna strigula och cyanouroptera placeras traditionellt i släktet Minla (alternativt strigula i det egna släktet Chrysominla och cyanouroptera i det egna släktet Siva). DNA-studier visar dock att de är en del av Actinodura. Vissa taxonomiska auktoriteter har istället valt att behålla strigula och cyanouroptera i Chrysominla respektive Siva och lyfta ut nipalensis, souliei, waldeni och morrrisoniana till det egna släktet Sibia (ej att förväxla med sibiorna i Heterophasia).